# Джордж Доусън
Джордж Мерсер Доусън (на английски: George Mercer Dawson) е канадски учен, геолог, геодезист и картограф, изследвал и описал големи територии в Западна Канада.

## Ранни години и образование (1849 – 1872)
Роден е на 1 август 1849 година в градчето Пикту, провинция Нова Скотия, Канада, в семейството на сър Джон Уилям и Маргарет Доусън. До 11-годишна възраст страда от туберкулоза на гръбначния стълб, която води до костни деформации и забавен растеж. Въпреки тези физически увреждания със силата на волята Доусън става един от най-великите учени на Канада.
След непълното си излекуване посещава гимназия в Монреал и Университета МакГил, а през 1869 г. се премества в Лондон, за да изучава геология и палеонтология в Кралския минен колеж (сега част от Имперски колеж Лондон). След три години завършва с отличие. През 1890 получава докторска степен на юридическите науки от Университет Куинс, а през 1891 и от Университета МакГил.
Доусън започва кариерата си през 1870 като професор по химия в Колеж Морин в Квебек.

## Експедиционна дейност (1872 – 1887)
През 1872 – 1874 г. извършва топографски дейности по демаркацията на канадско-американската граница между Горското езеро и Тихия океан по 49º с.ш. През 1875 – 1876 г. изследва Британска Колумбия между река Фрейзър и Бреговия хребет, т.нар. Вътрешно плато. Резултат от близо 4-годишната полева дейност на Доусън е труд от 387 страници („The British colonies in America“), в който описва геологията, растителния и животинския свят и природните ресурси на посетените райони.
През 1878 г. изследва горното течение на река Фрейзър, а през 1879 – о-вите Кралица Шарлота и остров Ванкувър и картира и описва горния басейн на река Пис Ривър и съставящите я реки Парснип и Финли.
В периода 1880 – 1882 извършва геоложки изследвания в басейна на реките Боу и Белли, а през 1883 – 1884 – на отделни райони от западните части на Скалистите планини. В резултат на тези проучвания през 1886 г. канадското картографско дружество отпечатва карта на изследваните и картираните от него райони в периода 1873 – 1884.
През 1887 г. Доусън ръководи експедиция за изследване на басейна на горното течение на река Юкон и открива планината Доусън (2164 м), простираща се от 62º с.ш. на северозапад покрай левия бряг на Юкон.

## Следващи години (1887 – 1901)
От 1875 г. Доусън работа в Геоложкия институт на Канада и става негов директор през 1895. През 1891 става член на Кралското географско дружество в Лондон.
Умира неочаквано в Отава от остър бронхит на 2 март 1901 година на 51-годишна възраст. Погребан е в гробището в Монреал.

## Памет
Неговото име носят:
- връх Доусън (57°57′ с. ш. 128°19′ з. д. / 57.95° с. ш. 128.316667° з. д.) в провинция Британска Колумбия, Канада;
- град Доусън Крийк (55°46′ с. ш. 120°14′ з. д. / 55.766667° с. ш. 120.233333° з. д.) в провинция Британска Колумбия, Канада;
- град Доусън Сити (64°04′ с. ш. 139°26′ з. д. / 64.066667° с. ш. 139.433333° з. д.) в територия Юкон, Канада;
- планина Доусън (62° – 63° с.ш., 136° 30` – 140° з.д.) в територия Юкон, Канада;
- река Доусън (57°39′ с. ш. 128°13′ з. д. / 57.65° с. ш. 128.216667° з. д.) в провинция Британска Колумбия, Канада от басейна на река Стикин.

## Съчинения
- „The British colonies in America“, London, 1908